# Богородичник
Богородичник представља богослужбену књигу која садржи каноне Богородици. Поје се од суботе увече до петка увече. Канони су распоређени према редоследу гласова, од првог до осмог. То се истиче и на почетку књиге, као и у једном од најстаријих српских богородичника из 60-их година 14. века. Богородичници су, касније, често приписивани. Богородичник садржи каноне чувених византијских песника, па тако представља обиман песнички зборник са темом Богородице.